# 母姓 (姓氏)
母姓是一个比较生僻的中国汉族姓。

## 起源
1. 母氏源于田姓。据應劭《风俗通》记载：“胡母，姓，本陈胡公之后，齐宣王母弟，别封母乡。远本胡公，近取母邑，故曰胡母氏。”在文献《姓氏词典》中介绍：“母”姓的历史悠久，是從複姓胡母氏演變而來。春秋时，陈国胡公满的后人公子完出奔齐国，改姓田氏。到战国时，齐宣王田辟疆（公元前？～前301年）将其弟赐封于毋仰（即母乡、无盐邑，今山东东平），其后人“远本胡公，近取母邑”，改为胡母氏。后裔子孙分衍为三个姓氏，即胡母氏、胡仰氏和母氏。
2. 另有观点认为辽宁的母姓源自毋氏。[1]
3. 少数民族姓氏。

## 名人
- 母郁婕，唐朝人
- 母德纯，明朝进士
- 母国光，中国科学院院士、光学科学家、南开大学原校长
- 母国政，当代中国诗人、散文作家
- 母其弥雅，中国大陆瑜伽教练、演员。